# Microscopio de luz polarizada

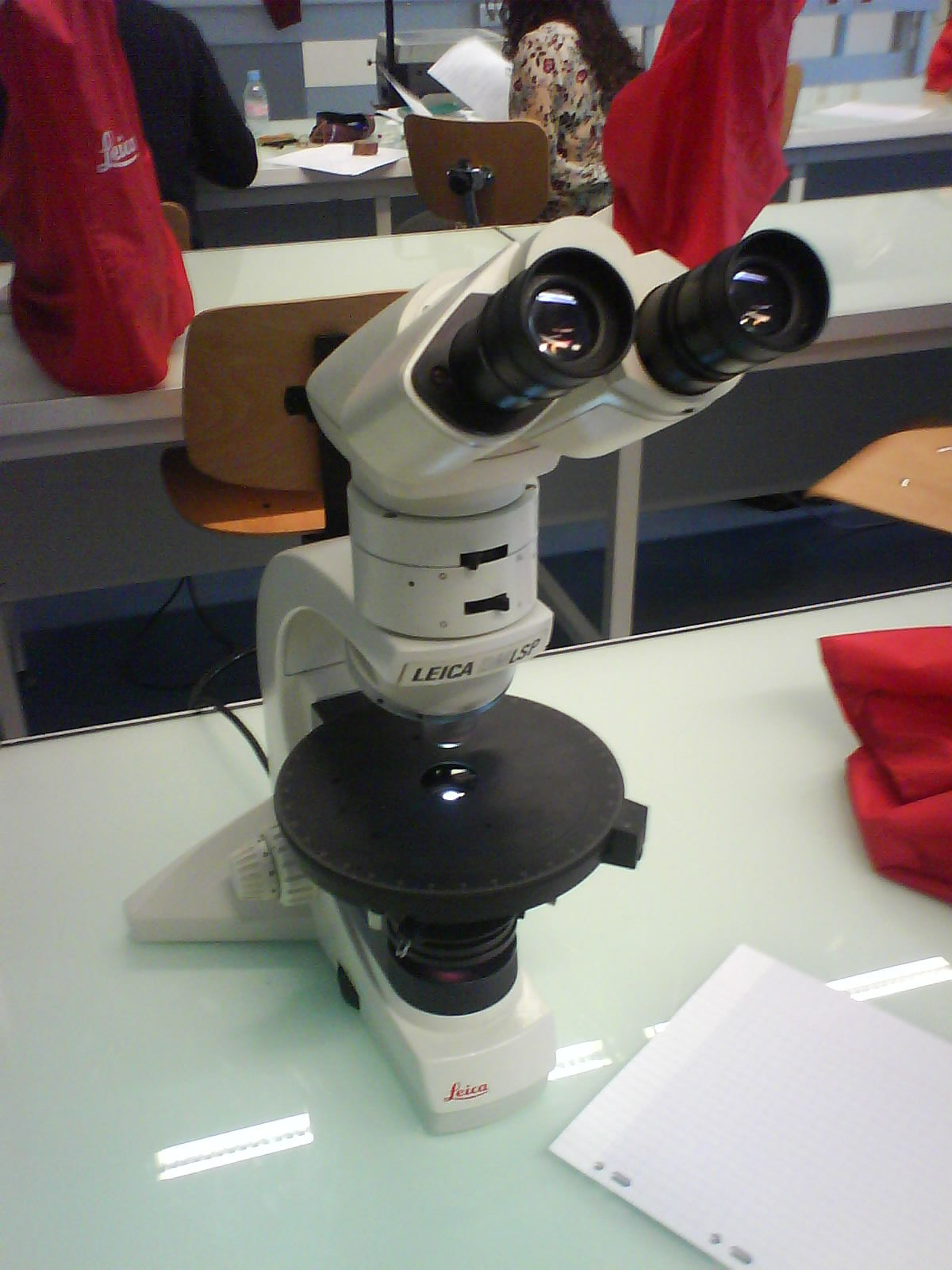
Microscopio petrográfico usado para el estudio de secciones delgadas de roca en petrografía.

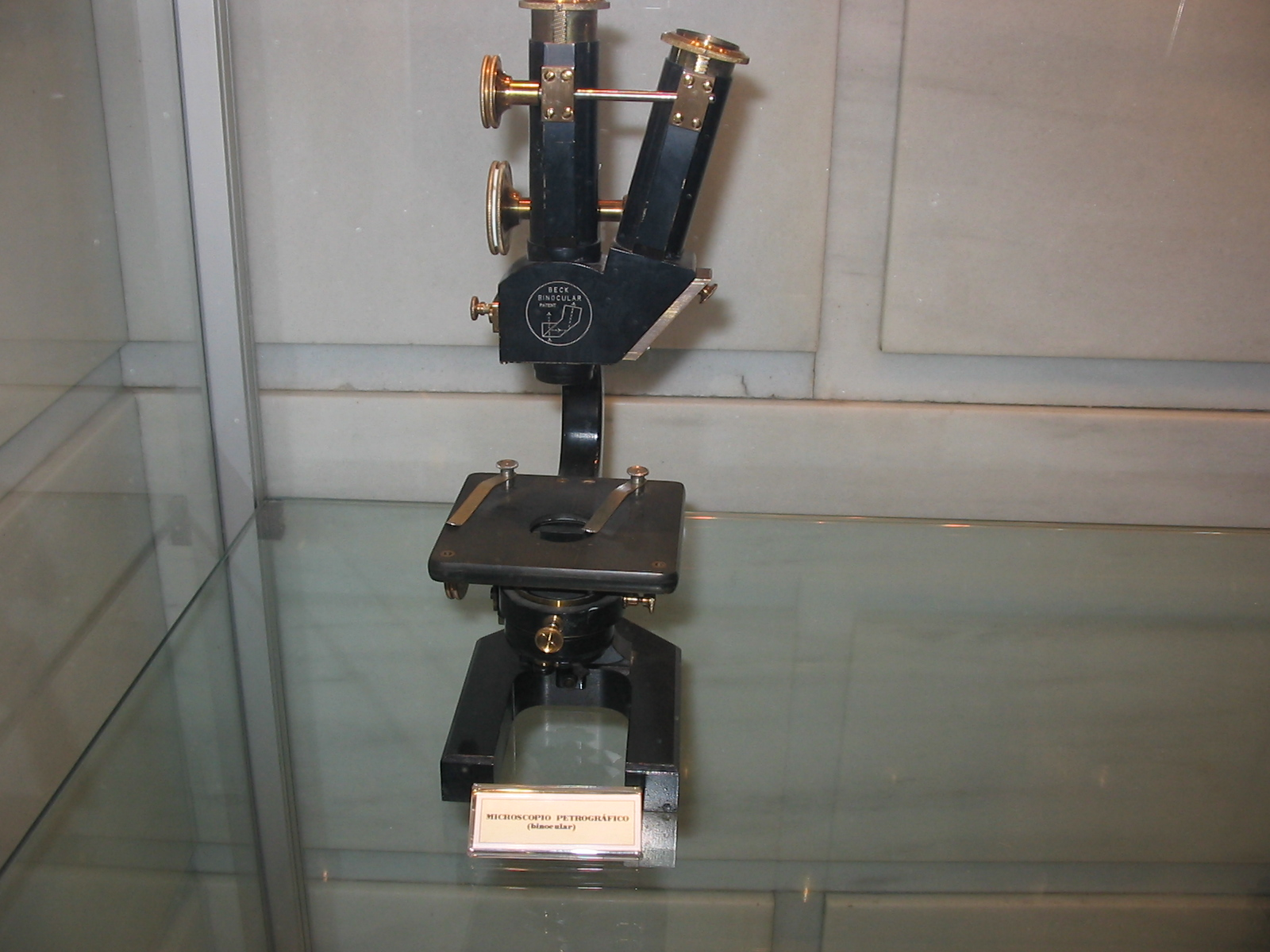
Antiguo microscopio petrográfico (Museo Geominero de Madrid)

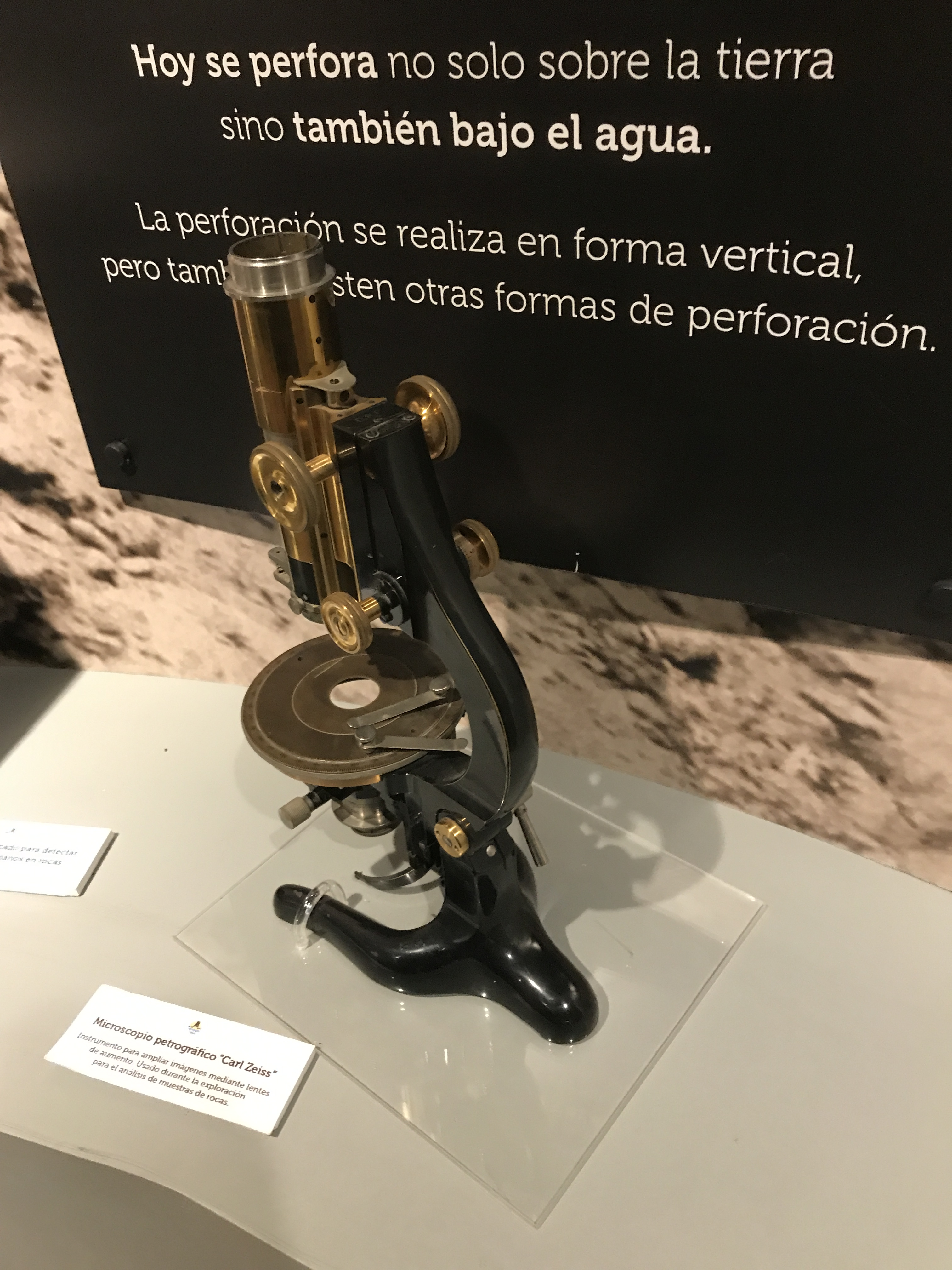
Instrumento para ampliar imágenes mediante lentes de aumento. Usado durante la exploración de petróleo para el análisis de muestras de rocas.

El microscopio petrográfico, microscopio polarizador o de luz polarizada es un microscopio óptico al que se le han añadido dos polarizadores (uno entre el condensador y la muestra y el otro entre la muestra y el observador). El material que se usa para los polarizadores son prismas de Nicol o prismas de Glan-Thompson (ambos de calcita), que dejan pasar únicamente la luz que vibra en un único plano (luz polarizada). Esta luz produce en el campo del microscopio claridad u oscuridad, según que los dos nícoles estén paralelos o cruzados.
Algunos compuestos inorgánicos responden al efecto de la luz, estos tienen un alto grado de orientación molecular (sustancias anisótropas), que hace que la luz que los atraviesa pueda hacerlo en determinados planos vibratorios atómicos.
El prisma de Nicol permite el paso de luz en un solo plano, así la calcita gira la posición de polarización, facilitando la identificación de sustancias que extinguen la luz. Al fenómeno de extinción de luz causado por estos planos atómicos y orientaciones moleculares se llama birrefringencia.
Este tipo de microscopio se usa para poder identificar sustancias cristalinas (minerales) o fibrosas (como el citoesqueleto), sustancia amiloide, asbesto, colágeno, cristales de uratos, queratina, sílice, polen, etc.
Algunos tejidos vivos pueden ser observados bajo microscopía óptica de luz polarizada debido a la birrefrigencia provocada por la orientación de sus fibroínas, tales como la actina o miosina. Algunos animales tales como los Anisakis pueden observarse mediante esta técnica.

## Historia
El primer microscopio de polarización completa fue construido en 1830 por Giovanni Battista Amici.

## Galería

Tronco de Anisakis visto al microscopio óptico con polarizadores cruzados. 100x aumentos. La birrefrigencia se da por la orientación de las fibroínas proteicas componentes de los tejidos blandos de estos animales.
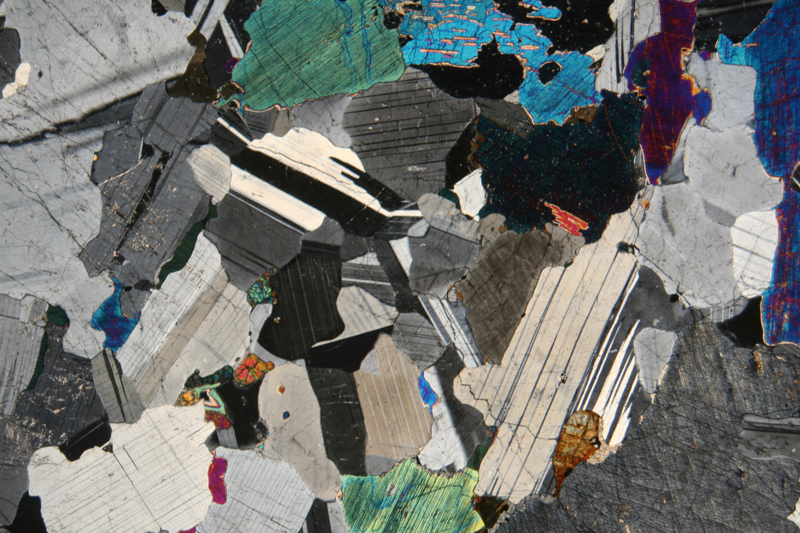
Gabro con nícoles cruzados
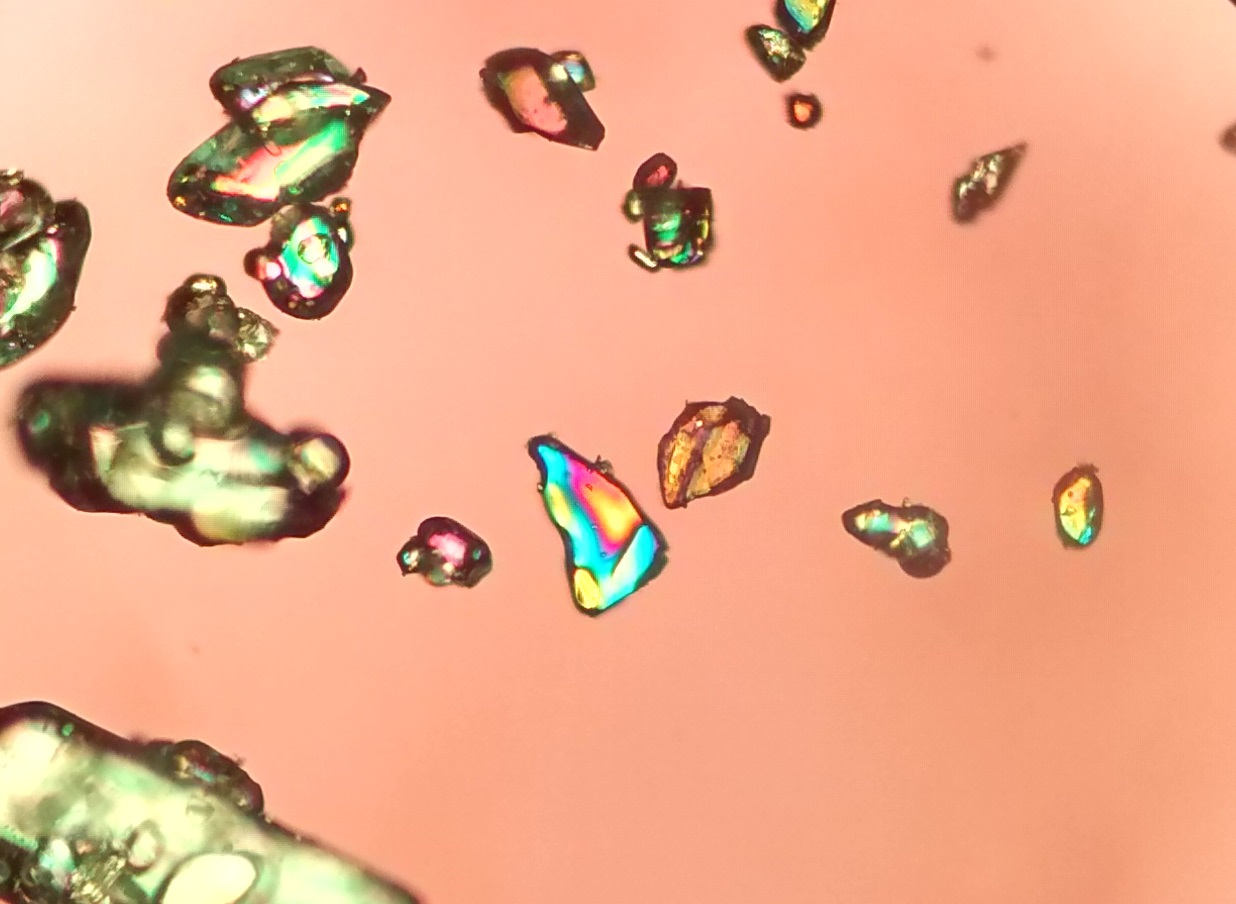
Sales inorgánicas
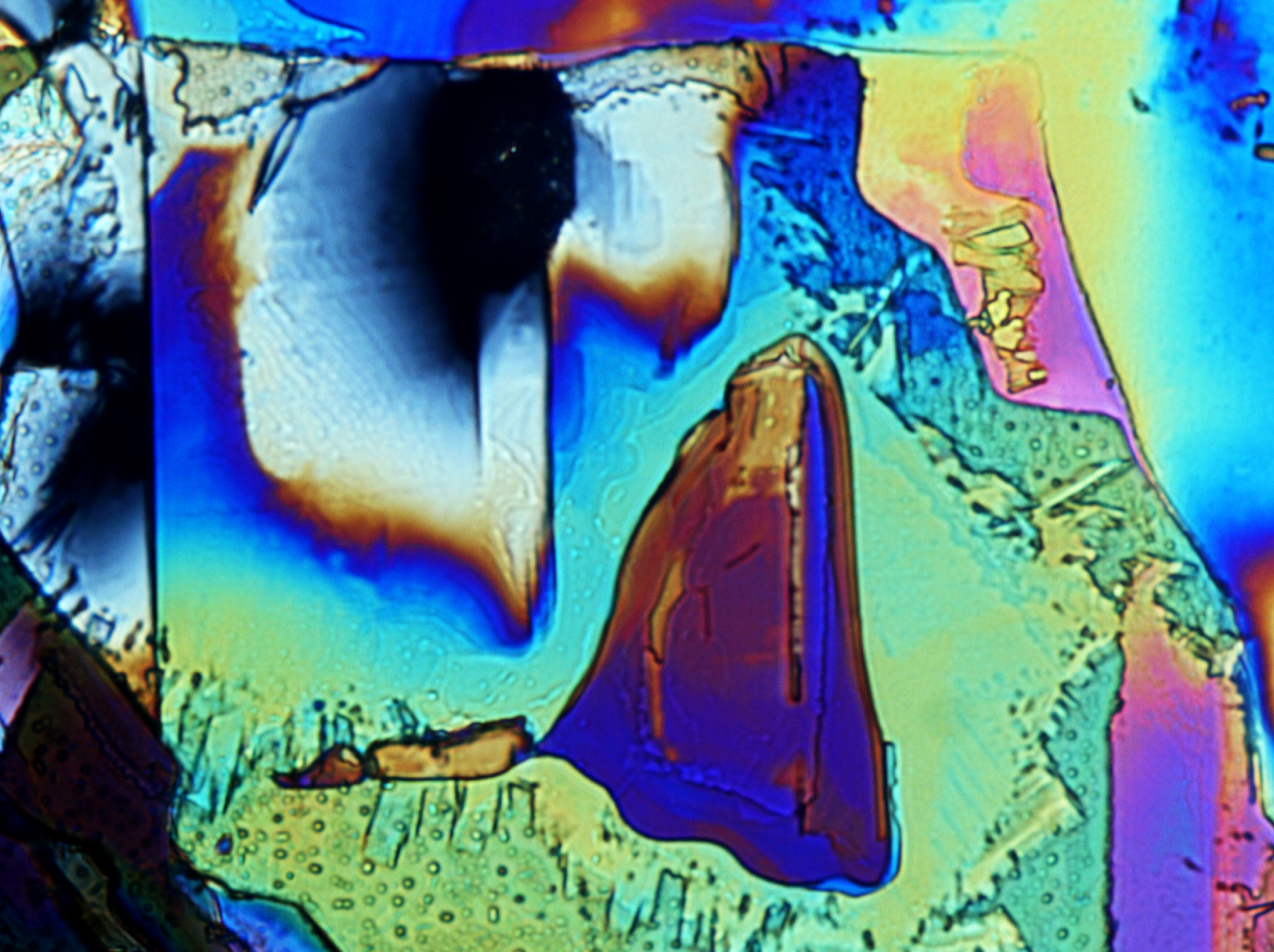
Cristales de vitamina B6